# Tormenta en el paraíso
Tormenta en el paraíso (doslova Bouře v ráji) je mexická telenovela produkovaná společností Televisa a vysílaná na stanici Las Estrellas v roce 2007. V hlavních rolích hráli Sara Maldonado, Erick Elías, Mariana Seoane a Alejandro Tommasi.

## Obsazení
| Sara Maldonado    | Aymar Lazcano Mayu                      |
| Erick Elías       | Nicolás Bravo Andrade                   |
| Mariana Seoane    | Maura Durán Linares / Karina Rossemberg |
| Alejandro Tommasi | Eliseo Bravo                            |